# Château Šlos
Le château Šlos (en serbe cyrillique : Дворац „Шлос“ у Голубинцима ; en serbe latin : Dvorac „Šlos“ u Golubincima) est situé à Golubinci, dans la province de Voïvodine, dans la municipalité de Stara Pazova et dans le district de Syrmie, en Serbie. Il est inscrit sur la liste des monuments culturels de grande importance de la république de Serbie (identifiant no SK 1338),.

## Présentation

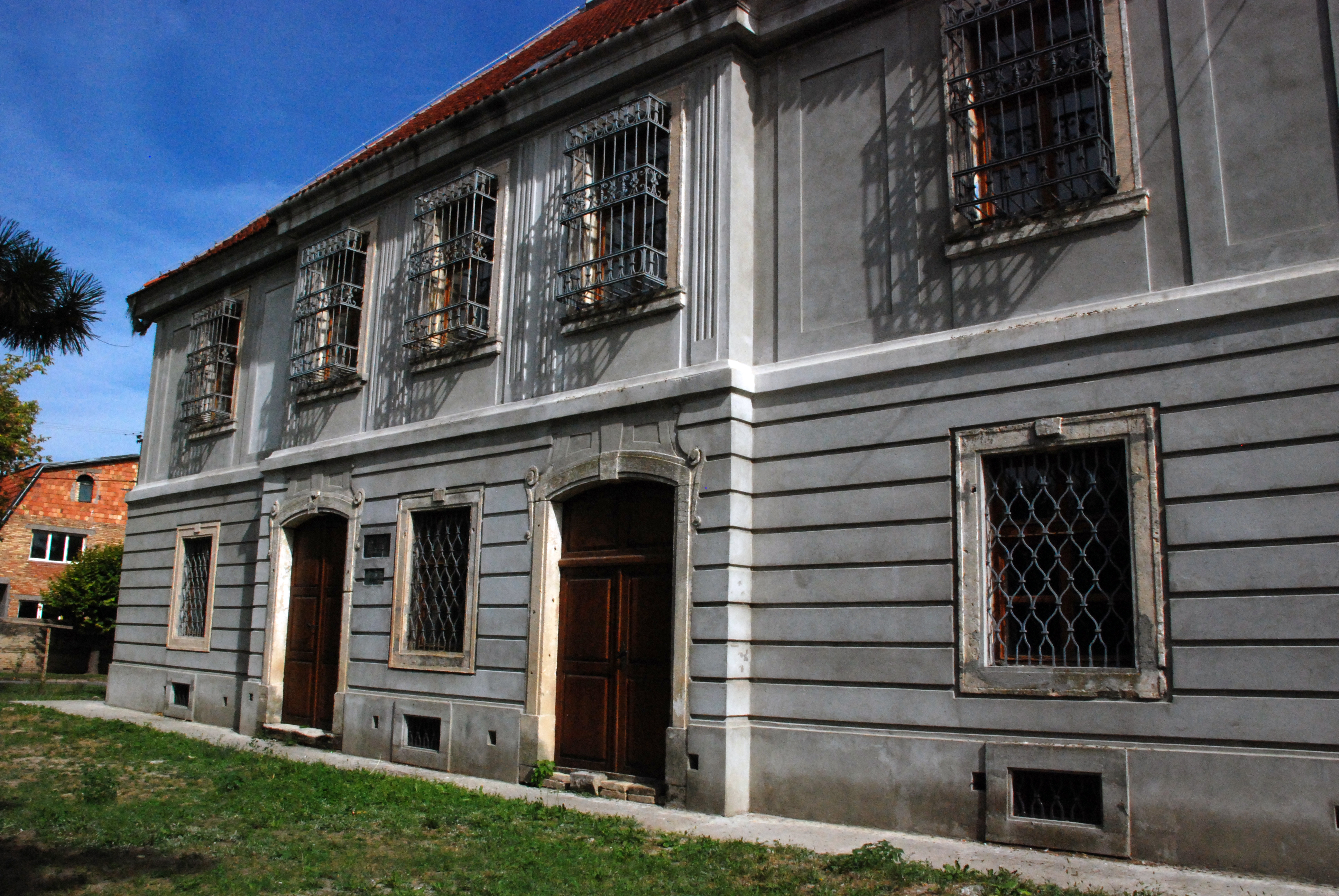
Autre vue du château.

Le château a été construit dans la seconde moitié du XVIIIe siècle, selon un projet de Florian Madocsnui daté de 1767. Il a été construit à la demande des autorités de la Frontière militaire pour servir de « bâtiment administratif à Golubinci », selon une précision figurant sur le plan. De fait, par son architecture, il présente toutes les caractéristiques d'un bâtiment de la Frontière.
Situé dans un parc, le château, de plan rectangulaire, se présente comme un édifice doté d'un rez-de-chaussée et d'un étage. Les façades sont enduites de mortier, alors que l'encadrement des fenêtres et des portes est en pierre ; un cordon mouluré sépare le rez-de-chaussée de l'étage. Au rez-de-chaussée, le mortier forme des bandes horizontales tandis qu'à l'étage il forme des pilastres entre lesquels s'ouvrent des fenêtres symétriques. À l'est et à l'ouest, les façades disposent d'avancées peu profondes.
En plus de sa valeur architecturale, le château revêt une importance historique : Karađorđe (Karageorges), le chef du premier soulèvement serbe contre les Ottomans, y a séjourné en 1813.